# Ścieki

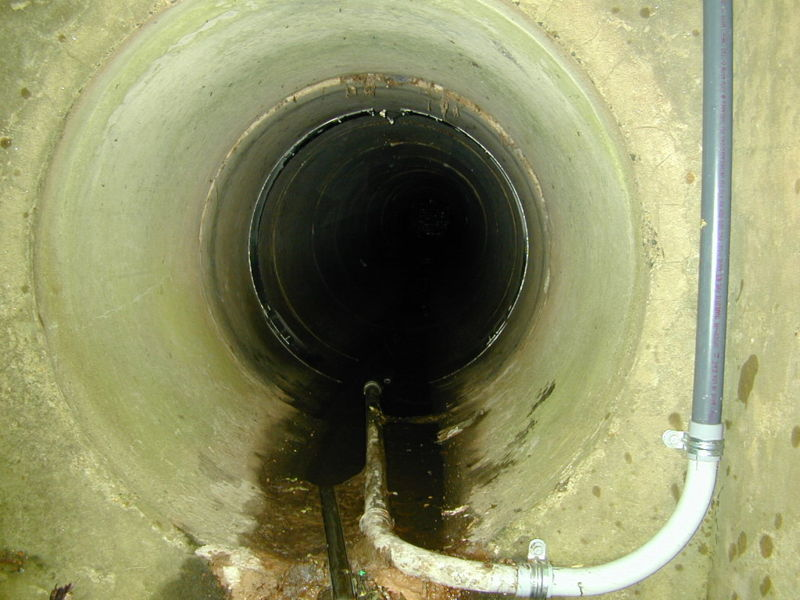
Rura ściekowa

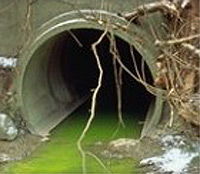
Zakwit ścieków przez sinice w wyniku eutrofizacji zanieczyszczeń wody dużą ilością azotu i fosforu

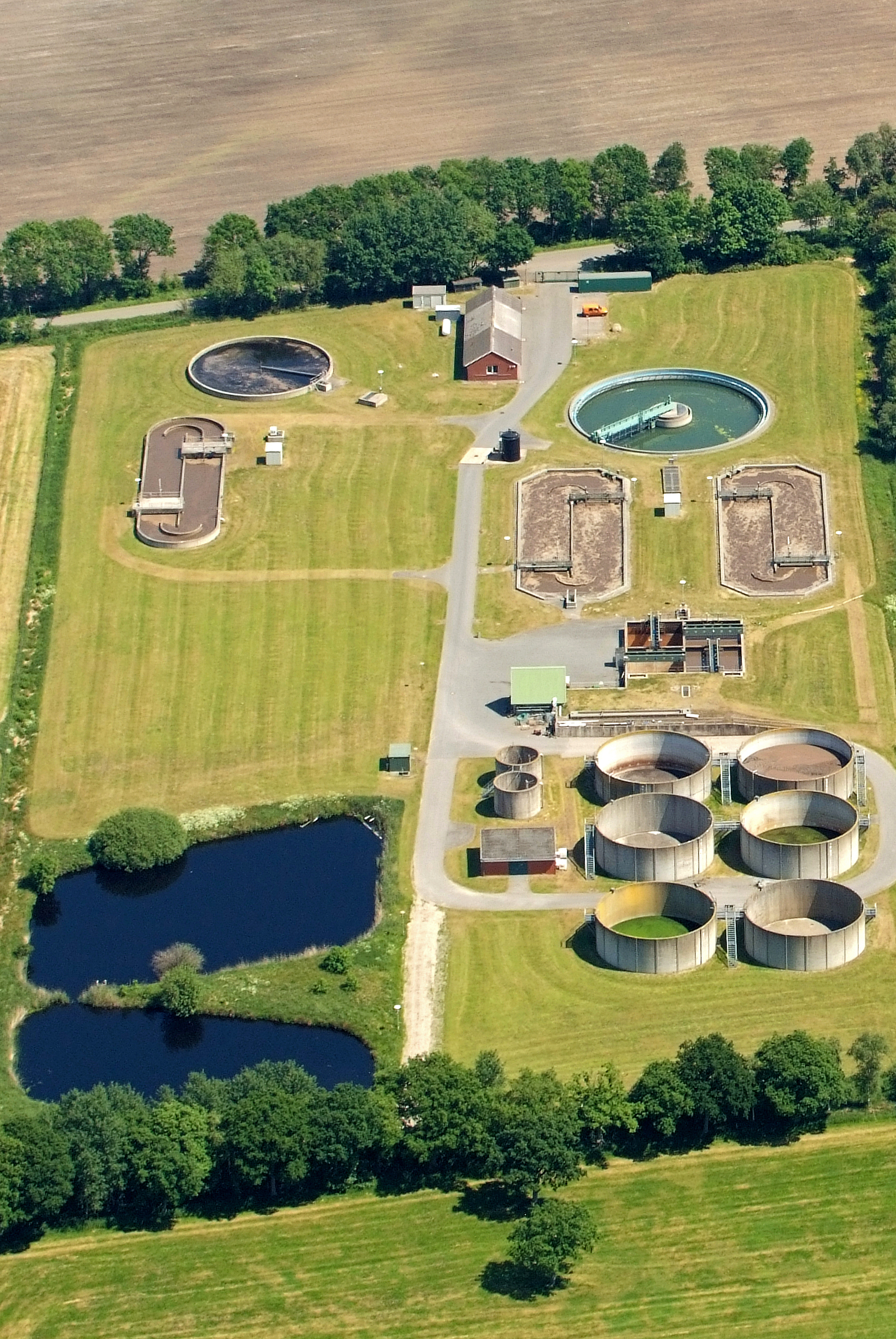
Oczyszczalnia ścieków

Ścieki – zużyte ciecze, roztwory, koloidy lub zawiesiny, a także odpadowe ciała stałe odprowadzane za pomocą rurociągów do odbiorników naturalnych, jakimi mogą być zbiorniki lub cieki, doły gnilne itp. W postaci ścieków odprowadza się odpadowe substancje przemysłowe oraz odpady żywnościowe i fekalia z miejskich i osiedlowych gospodarstw domowych. Ze względu na dużą szkodliwość biologiczną ścieków, zarówno komunalnych jak i przemysłowych, przed odprowadzeniem do odbiornika powinno się poddawać je oczyszczeniu w oczyszczalniach.
Pienienie się ścieków jest spowodowane występowaniem w nich substancji powierzchniowo czynnych, powodujących zmniejszenie napięcia powierzchniowego wody. Należą do nich detergenty, mydła i saponiny.

## Parametry charakteryzujące ścieki
Do parametrów charakteryzujących ścieki surowe i oczyszczone należą:
- ilość,
- barwa,
- gęstość,
- mętność,
- zasolenie,
- temperatura,
- pH,
- potencjał oksydoredukcyjny,
- napięcie powierzchniowe,
- zawartość tlenu,
- zawartość azotu i fosforu,
- zawartość związków organicznych (ChZT, BZT, utlenialność),
- zawartość zawiesin,
- zawartość substancji toksycznych,
- zawartość pewnych jonów,
- zawartość metali ciężkich,
- liczba komórek pałeczki okrężnicy (Escherichia coli).

## Podział ścieków
Ze względu na pochodzenie i skład chemiczny ścieki dzieli się na:
- ścieki bytowo-gospodarcze – powstają z wód wykorzystywanych w gospodarstwach domowych – do utrzymywania higieny osobistej, spłukiwania urządzeń sanitarnych, przygotowywania posiłków itp. Są bardzo mętne, mają szarożółte zabarwienie, charakterystyczny zapach i odczyn lekko zasadowy. Zawierają 40% zanieczyszczeń nieorganicznych i 60% organicznych w postaci rozpuszczalnej i zawiesin. BZT5 tych ścieków wynosi od 200 do 600 mg tlenu/litr, z czego ⅓ występuje w postaci zawiesin organicznych. Ścieki te można rozdzielić na szarą wodę tzn. odciek ze wszystkich urządzeń domowych poza toaletą o małym zanieczyszczeniu bakteriologicznym oraz czarną wodę tj. odpływ z toalet skażony ze znaczną ilością patogenów;
- ścieki przemysłowe – zawierają najczęściej rozmaite związki chemiczne, będące ubocznym produktem procesów technologicznych stosowanych w zakładach przemysłowych. Problem ścieków występuje szczególnie w koksowniach, zakładach petrochemicznych, garbarniach, celulozowniach, mleczarniach i cukrowniach. Ich nieoczyszczone ścieki stanowią duże zagrożenie dla odbiorników naturalnych. Na ogół nie stanowią zagrożenia sanitarno-epidemiologicznego, gdyż nie zawierają bakterii chorobotwórczych. Wyjątkiem są ścieki z zakładów przemysłu spożywczego, garbarni i zakładów utylizacji odpadów. Mogą one zawierać chorobotwórcze drobnoustroje w różnych postaciach (wegetatywnej i zarodnikowej) i jako takie powinny być poddawane procesom dezynfekcji;
- ścieki rolnicze – powstają z wód spływających z pól i gospodarstw wiejskich – zawierają zwykle nawozy sztuczne, pestycydy oraz zanieczyszczenia drobnoustrojami. Szczególnie niebezpieczna jest gnojowica, która może zawierać tysiące razy więcej zanieczyszczeń organicznych i nieorganicznych niż ścieki bytowo-gospodarcze;
- wody opadowe – są ściekami powstającymi z opadów atmosferycznych, zmywających tereny zabudowane. Zawierają duże ilości zanieczyszczeń organicznych i nieorganicznych, wiele w postaci zawiesin; podobnie jak część ścieków socjalno-bytowych mogą być traktowane jako szara woda i odzyskiwane na ww. potrzeby;
- wody podgrzane – powstają w procesach technologicznych chłodzonych za pomocą wody;
- ścieki komunalne – ścieki niezależnie od źródła pochodzenia (bytowe, przemysłowe, opadowe, roztopowe lub mieszanina tych ścieków) znajdujące się w kanalizacji komunalnej. Definicja ścieków komunalnych ma na celu rozgraniczenie odpowiedzialności właściciela kanalizacji (samorządu) za ich utylizację i skutki awarii.

## Skład ścieków

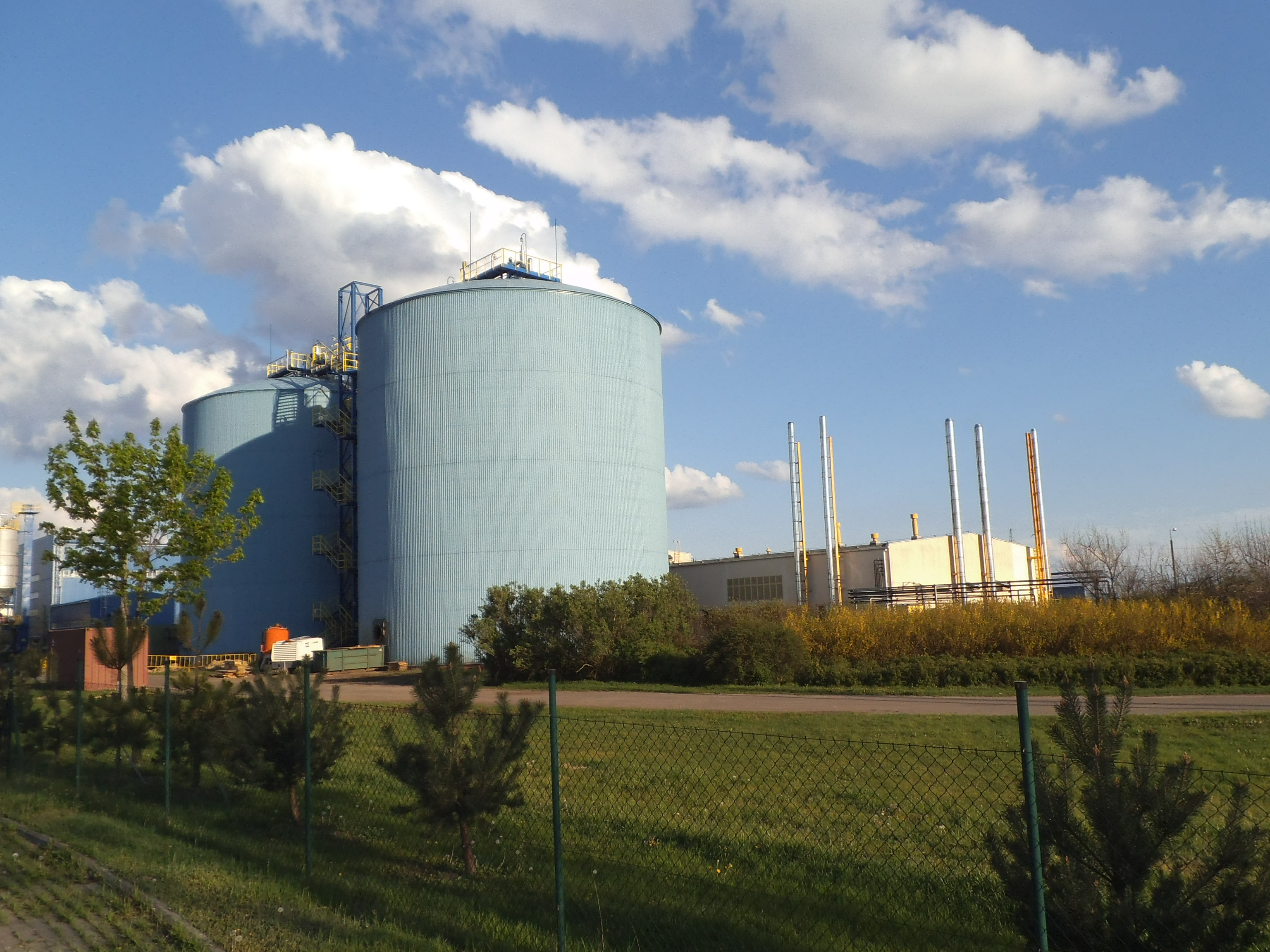
Oczyszczalnia ścieków w Toruniu

Do najczęściej występujących organicznych składników ścieków zalicza się białka, węglowodany, tłuszcze, oleje, żywice, barwniki, fenole, produkty naftowe, detergenty, pestycydy itp. Składnikami nieorganicznymi są zasady, kwasy nieorganiczne, metale ciężkie (ołów, miedź, rtęć, cynk, kadm, chrom) a także arsen, chlor, siarkowodór, jony siarczanowe, chlorkowe, azotanowe, fosforanowe, węglanowe, amonowe itp.

## Oczyszczanie ścieków
W procesach oczyszczania ścieków stosuje się metody mechaniczne, chemiczne, biologiczne, mieszane i dezynfekcję. W zależności od rodzaju ścieków proces oczyszczania powinien być tak pomyślany, aby przy minimalnym nakładzie kosztów uzyskać najwyższy możliwy stopień oczyszczenia. W tym celu stosuje się jedną lub kilka z metod oczyszczania.